# 中華真地鱉
中華真地鱉（學名：Eupolyphaga sinensis）又名中華地鱉，俗稱土鱉蟲、地鱉蟲、蟅蟲、過街、地烏龜、接骨蟲，在中藥中稱為土元，有行瘀化血功效，尤其對接骨續筋，故名「接骨蟲」。除中華真地鱉外，冀地鱉、金邊地鱉等地鱉類亦常被當作“土元”使用，但中華真地鱉是當中最常見及最多人養殖的一種。另外亦有人把牠用作名貴營養菜肴材料如“油煎銀鱉”、“紅燒地鱉”等。
中華真地鱉喜歡在陰暗潮濕、腐殖質豐富、稍偏鹼性的鬆土中活動。牠們有較強的避光性，習慣晝伏夜出，白天隱伏在潮濕的鬆土中，到黃昏時才出來活動、覓食、交配。地鱉蟲無自衛能力，一旦發覺有響動和或亮光，便立即潛逃，假若逃之不及而被捕捉，便會立即裝死。
中華真地鱉的生長發育很受溫度的影響，最適宜的溫度是26～32℃，若超過38℃，就會使中華真地鱉難以安寧，若低於17℃，活動就會減少，生長緩慢，若低於7℃就會冬眠，一旦低於零下5℃就會凍死。

## 外部連結
- 土鼈蟲 中藥材圖像數據庫  (香港浸會大學中醫藥學院) （中文）（英文）
- 土鱉蟲 Tu Bie Chong （页面存档备份，存于） 中藥標本數據庫 (香港浸會大學中醫藥學院) （繁體中文）（英文）